# エリデス・オドラツム

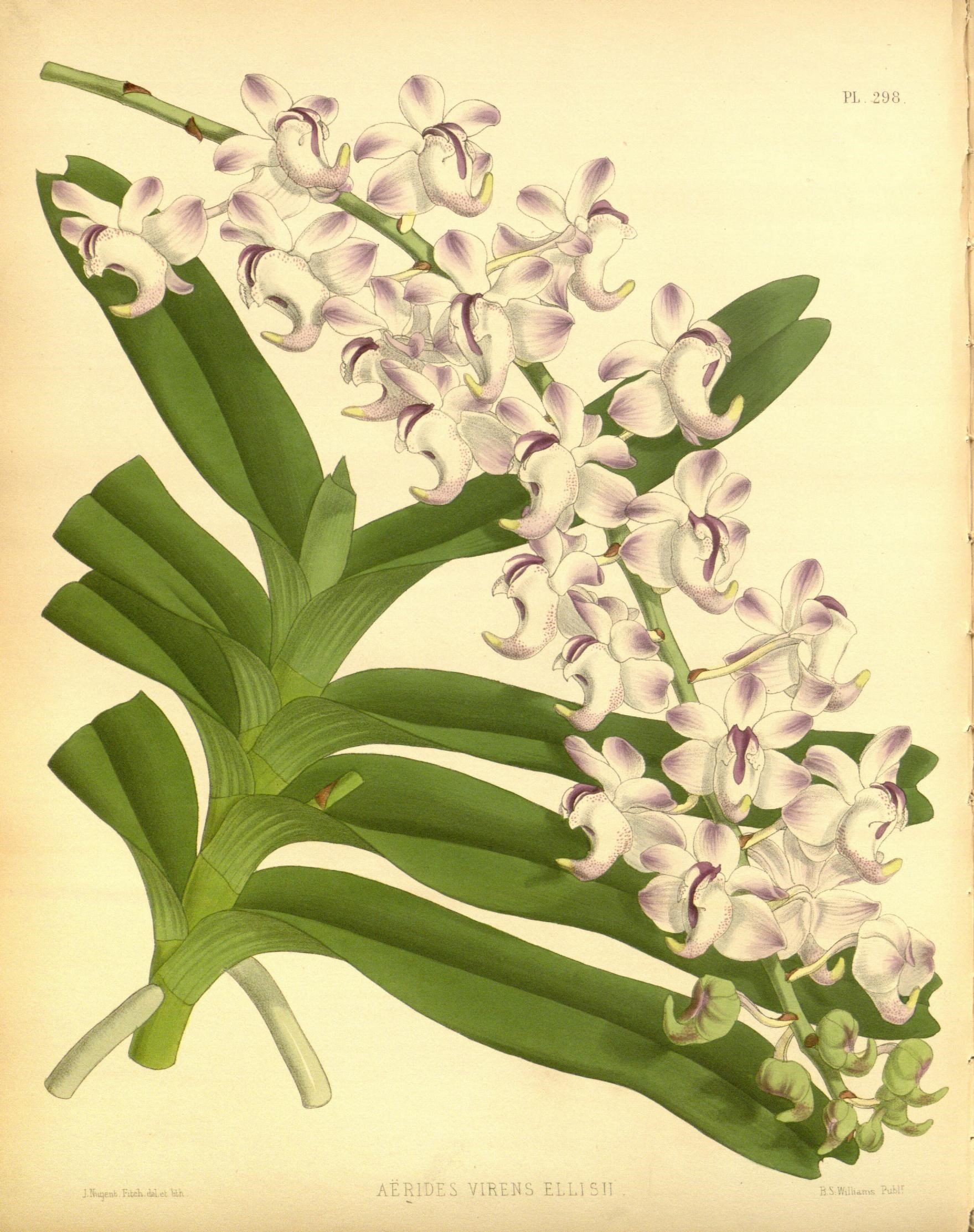
図版

エリデス・オドラツム Aerides odoratum Lour.（種小名は odorata とも）はラン科の植物の1つ。垂れ下がる花茎に白地にピンクの香りのいい花をつける。ニオイナゴランという和名が付けられたこともある。

## 特徴
着生植物で、単茎性のラン。茎は立ち上がり、普通は高さ20-30センチメートルまで。葉は肉厚、逆鎌状に反り、緊密に二列に配置し、長舌型形で先端が丸くて2つに裂け、長さは15-30センチメートル。
開花期は夏。花茎は先端が下向きに垂れ、長さは25-35センチメートルになり、20-30個の花を狭い間隔で並べてつける。花は径が約2.5cm、萼片と側花弁は長楕円形で白く、側花弁の先端は紅色になる。唇弁は3つに裂けて蕊柱を包み込む。距は大きくて角状で先端が内側に曲がり、緑色。その形はシャチのようにも見える。よい香りがする。

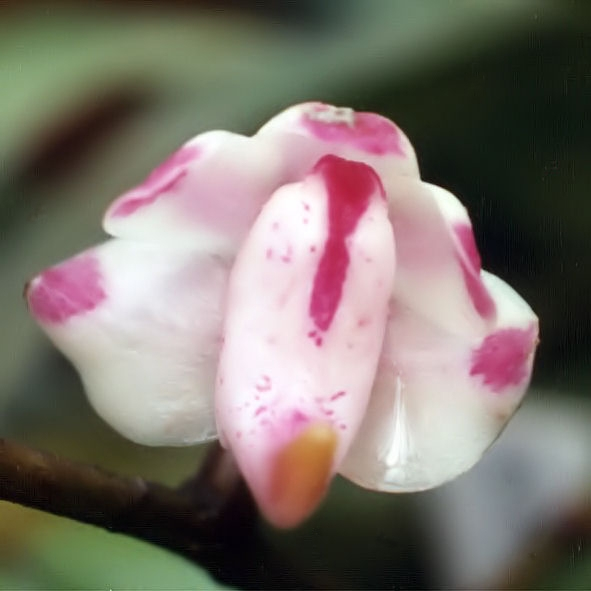
花の正面
蕊柱が唇弁で隠されている

ちなみにこの花は奇妙な点がある。上記のように唇弁が3裂して蕊柱を囲むのだが、これはまず左右の裂片が蕊柱の左右を囲み、そして中央の裂片が上向きに曲がって蕊柱先端を塞ぐ位置になる、という意味である。その結果として、花粉塊を抱える雄しべもそれを受け止めるべき柱頭も、とにかく普通なら花粉媒介のために昆虫の進入を受け入れるべき空間が唇弁の裂片によって封鎖されている、という形になる。つまり昆虫が進入しにくい形となっており、この花がどんな風に花粉媒介されるのかについてはわかっていない。

## 分布
シッキムからネパール、東南アジア、ジャワ、中国南部からフィリピンまでと、熱帯アジアに広い分布域を持つ。

## 近縁種など
近縁種としては A. quinquevulnerum Lindl. が本種ともっともよく似ており、本種の変種とする説もある。本種よりやや小型で、花の弁先は紫を帯び、それ以外の部分には紫の細点を散らす。フィリピンナゴラン（A. lawrenceae Rchb.f.）も本種の変種として扱われたことがあり、草丈1メートルに達し、白地に鮮紫赤色を乗せる花を多数つけ、本属中でもっとも美しい種とも言われる。

## 利用
洋ランとして栽培される。栽培には近縁のバンダのようなバスケット栽培が向いている。花が美しく、また香りがよいことも評価の対象となる。寒さに対して
も比較的強く、栽培が容易な種である。
ラン科植物であるため、ワシントン条約（CITES）附属書IIの適用対象となる。